# François Azouvi
François Azouvi, né le 6 octobre 1945 à Mexico, est un philosophe, et historien français.
Il est directeur de recherche au CNRS et directeur d'études à l'École des hautes études en sciences sociales,.

## Récompenses
- 1995: prix Araxie Torossian de l'Académie des sciences morales et politiques pour Maine de Biran. La science de l'homme
- 1998: médaille d'argent du CNRS
- 2002: prix Charles Lyon-Caen de l'Académie des sciences morales et politiques pour Descartes et la France
- 2003: prix du Sénat du livre d'histoire pour Descartes et la France
- 2012: prix Sophie Barluet pour Le Mythe du grand silence
- 2012: prix François-Joseph Audiffred de l'Académie des sciences morales et politiques pour Le Mythe du grand silence
- 2021 : Prix d'académie de l'Académie française pour Français on ne vous a rien caché. La Résistance, Vichy, notre mémoire
- 2021 
  - Prix Montaigne de Bordeaux pour Français, on ne vous a rien caché. La Résistance, Vichy, notre mémoire[6]
  - 2024: prix "coup de coeur" des Rencontres écossaises pour Du héros à la victime
  - 2024: prix Valérien essai pour Du héros à la victime

## Publications (échantillon)
- De Königsberg à Paris. La réception de Kant en France (1788-1804 (avec Dominique Bourel), Vrin, 1990
- L'institution de la Raison. La révolution culturelle des idéologues ; Vrin, 1992.
- (avec Marc de Launay), La Critique et la Conviction ; Calmann-Lévy, 1995; réédité dans la collection Pluriel en 2011. - Livre d'entretiens avec Paul Ricœur.
- Maine de Biran, la science de l'homme ; Vrin, 1995.
- Descartes et la France ; Fayard, 2002.
- La gloire de Bergson. Essai sur le magistère philosophique ; Gallimard, 2007.
- Le Mythe du grand silence. Auschwitz, les Français, la mémoire ; Fayard, 2012.
- Marcel Gauchet, Eric Conan et François Azouvi, Comprendre le malheur français, Paris, Éditions Stock, coll. « Les essais », 2016
- Français, on ne vous a rien caché. La Résistance, Vichy, notre mémoire ; Gallimard, 2020.
- Du héros à la victime : la métamorphose contemporaine du sacré ; Gallimard, 2024.